# Dodge Ram SRT-10
Pour les articles homonymes, voir RAM.
La Dodge Ram SRT-10 est une automobile de type pick-up dérivée du Dodge Ram classique et conçue par SRT. Il s'agit d'une version « sportive » produite en série limitée entre 2004 et 2006, équipée du moteur de la Dodge Viper, un V10 de 8,3 litres développant 510 ch.

## Développement
Le Dodge Ram SRT a été créé par la division PVO (Performance Vehicle Operations) de DaimlerChrysler, en utilisant les ingénieurs des Dodge Viper et Plymouth Prowler. Des tests approfondis en soufflerie ont été utilisés pour styliser l'extérieur du Ram SRT-10. Véritable « halo car » de la marque, le SRT-10 est le deuxième pick-up Ram que Dodge équipe d’un moteur de Viper. Au Salon de l'auto de Chicago de 1996, Dodge a présenté un concept de Dodge Ram avec un moteur Viper Generation 2, mais il n'a pas été mis en production. Le Dodge Ram VTS a été peint en Banzai Blue avec deux bandes blanches de style "moufette", abritait un V10 de 8,0 L, une boîte de vitesses manuelle Borg-Warner à six rapports et des roues Viper GTS de 432 mm enveloppées de pneus BF Goodrich 275/60-HR17 Comp T/A HR4.

## Aperçu
Le SRT-10 comportait un V10 Chrysler de 8,3 litres qui a été utilisé pour la première fois dans la Viper. Ce moteur produisait 507 ch (373 kW) à 5 600 tr/min et 712 N m de couple à 4 200 tr/min. La version avec cabine ordinaire, avec un poids à vide total de 2 327 kg, atteint une vitesse maximale de 248 km/h et peut accélérer de 0 à 97 km/h en 4,9 secondes, tandis que la version Quad Cab, pesant 2 548 kg, a atteint le 0 à 97 km/h en 5,3 secondes et atteint une vitesse maximale de 237 km/h. La version avec cabine ordinaire pouvait terminer les 402 m (quarts de mile) en 13,6 secondes à 171 km/h, la version Quad Cab en 13,7 secondes à 161 km/h. Le moteur produisait un cheval vapeur pour chaque 5 kg de poids du véhicule dans la version avec cabine ordinaire. La version avec cabine ordinaire générait 0,86 g d'adhérence sur accélération latérale de 91 m, tandis que la version Quad Cab générait 0,83 g. La version avec cabine ordinaire a été évaluée par l'EPA à 26,1 L/100 km en ville, 15,7 L/100 km sur autoroute, tandis que la version Quad Cab a été évaluée à 26,1 L/100 km en ville, 19,6 L/100 km sur autoroute.

### Transmission
Le moteur V10 Viper délivrait 90% de son couple de 1 500 à 5 600 tr/min. Le bloc-cylindres en fonte d'aluminium avait des chemises en fonte et des chapeaux principaux boulonnés en croix. L'alésage et la course ont été augmentés par rapport aux modèles Viper précédents. Le taux de compression, l'ordre d'allumage, la longueur de la tige, la hauteur du bloc et la longueur du bloc étaient inchangés par rapport au moteur Viper de deuxième génération. La version avec cabine ordinaire comportait une transmission Tremec T-56, tandis que la version Quad Cab utilisait une transmission automatique à quatre vitesses 48RE modifiée par rapport à la transmission Ram Heavy Duty. La version avec cabine standard et la version Quad Cab utilisaient un essieu arrière Dana 60.
| Embrayage | 1      | 2      | 3      | 4      | 5      | 6      | Transmission finale             |
| --------- | ------ | ------ | ------ | ------ | ------ | ------ | ------------------------------- |
| Rapport   | 2,66:1 | 1,78:1 | 1,30:1 | 1,00:1 | 0,74:1 | 0,50:1 | 4,10:1 (2004); 4,56:1 (2005–06) |

48RE
| Embrayage | 1      | 2      | 3      | 4      | Transmission finale |
| --------- | ------ | ------ | ------ | ------ | ------------------- |
| Rapport   | 2,45:1 | 1,45:1 | 1:1,00 | 0,69:1 | 4,56:1              |

### Suspension
Les ingénieurs de PVO ont modifié la direction à crémaillère et la suspension avant indépendante du Ram Heavy Duty pour une utilisation dans le Ram SRT-10. Un cadre Dodge Ram entièrement hydroformé a été utilisé en conjonction avec une suspension personnalisée, abaissant la hauteur de caisse du Ram SRT-10 de 25 mm à l'avant et de 64 mm à l'arrière. Des amortisseurs Bilstein, des ressorts aux performances optimisées et des aides aérodynamiques uniques ont été utilisés pour améliorer les performances à vitesse plus élevée du Ram SRT-10. Un 5e amortisseur supplémentaire a été utilisé sur l'essieu arrière pour éviter le saut de roue après du patinage.

### Extérieur
Le Ram SRT-10 avait un capot unique qui comportait un large renflement de puissance et une écope de capot de style "nid d'abeille". L'écope du capot permettait à l'air frais d'entrer et forçait l'air chaud à sortir du compartiment moteur, aidant ainsi le moteur à se refroidir. Des badges «Viper Powered» ont été ajoutés sur les côtés du renflement de puissance, pour indiquer le moteur SRT-10 sous le capot. De grands logos SRT-10 chromés ont été montés sur les portes latérales conducteur et passager et sur le hayon arrière côté droit sur les modèles Quad Cab et cabine simple de 2005, remplacés en 2006 par des badges SRT-10 chromés et rouges plus petits. Tous les modèles étaient équipés de grands panneaux de protection moulés peints pour correspondre à la couleur de la carrosserie. Une autre caractéristique extérieure était un couvercle de benne avec un aileron attaché qui était censé être de série sur la version Quad Cab de 2005 et tous les modèles de 2006, mais en raison de problèmes de fabrication, il n'a pas été installé sur près de la moitié des Ram SRT-10 prévus. Pour aider à remédier à cette situation, Dodge a ajouté un crédit de 1 000 $ et un spoiler normal aux Ram SRT-10 qui n'ont pas reçu le couvre-benne. En plus du style, le becquet contribuait également à la circulation d'air et permettait de réduire la portance et la traînée. Le Ram SRT-10 avait une taille de benne de 1,91 m, donnant à la version avec cabine régulière une longueur totale de 5,36 m et une longueur totale de 5,84 m pour la version Quad Cab.

### Intérieur
L'audio du pick-up avait 3 options sur le Dodge Ram SRT-10 de 2006 et se composait de 8 haut-parleurs de la marque Infinity avec un grand système de navigation cartographique LCD couleur basée sur DVD et un système CD graphique de niveau intermédiaire tournant par tour sur CD avec petit écran LCD couleur, et enfin une radio LED standard avec lecteur CD; tous construits et conçus par Infinity audio et un caisson de basses de 25 cm monté entre les sièges avec lunette argentée et 575 watts de puissance totale du système, Bluetooth par U-Connect pour une communication mains libres via votre autoradio en option d'usine également radio satellite numérique complète. Les portes des versions avec cabine standard et Quad Cab avaient des accents argentés au milieu, au-dessus de l'accoudoir. Il est également venu avec un volant garni de cuir et des sièges en cuir anthracite garnis de suède fortement renforcés. La console centrale était ornée de garnitures argentées et une bande argentée avec le logo SRT-10 résidait sous le couvercle du coussin gonflable côté passager. S'inspirant de la Dodge Viper, le Ram SRT-10 est venu avec un bouton de démarrage rouge sur le tableau de bord. La version avec cabine régulière à transmission manuelle comportait un levier de vitesses Hurst, qui jaillissait d'une lunette de changement de vitesses en métal argenté et était équipé d'un pommeau de levier de vitesses Viper. Les pédales en aluminium inspirées des performances ont remplacé la configuration d'origine. Le groupe de jauges comportait des jauges à face argentée satinée, une police et des graphiques Viper. Le compteur de vitesse et le tachymètre ont été recalibrés pour correspondre aux performances accrues du Ram SRT-10.

### Couleurs
À l'exclusion des éditions spéciales, le Ram SRT-10 de 2004-2005 était disponible en trois couleurs : Black Clear Coat, Bright Silver Metallic Clear Coat et Flame Red Clear Coat. Le Ram SRT-10 redessiné de 2006 était disponible en Mineral Gray Metallic, Inferno Red Crystal Pearl Coat, Brilliant Black Crystal Clear Coat, Flame Red Clear Coat et Black Clear Coat.

### Roues et freins
Les roues d'origine de 559 mm étaient équipées de pneus de performance Pirelli Scorpion P305/40R-22 et inspirées des roues à 10 rayons disponibles sur la Viper. Les freins du modèle de 2004 (avant et arrière) et de 2005-06 (arrière) ont été modifiés par rapport au pick-up Ram Heavy Duty pour être utilisés dans le Ram SRT-10. Les freins équipés de série de l'ABS étaient équipés de rotors de 381 mm à l'avant et de 356 mm à l'arrière. Les modèles de 2004 utilisaient des étriers de frein coulissants à deux pistons peints en rouge à l'avant et à l'arrière; ceux-ci ont été remplacés par des étriers monoblocs à quatre pistons plus grands à l'avant en 2005-2006, conçus par TRW et uniques au SRT-10. Deux conduits de refroidissement de frein inspirés de la NASCAR intégrés dans le carénage avant assurent le refroidissement des freins du Ram SRT-10.

## Éditions spéciales
Dodge a mis en vente plusieurs éditions limitées du Ram SRT-10 aux côtés des versions à cabine standard et Quad Cab.
- VCA (Viper Club of America) Edition : 52 produits, sortis à la Daytona Motor Speedway Race 2004 en février. Les gens ont pu participer à un tirage au sort, et seuls les gagnants du tirage au sort ont pu acheter le véhicule, mais, bien sûr, les gagnants pouvaient le revendre à un tiers. Son schéma de peinture était des rayures de rallye blanches sur du Blue Electric. Le moteur a également été signé par Wolfgang Bernhard, ancien chef de l'exploitation du groupe Chrysler. Disponible en tant que modèle de 2004. 50 des pick-ups VCA Edition étaient à transmission manuelle. 2 ont été convertis en transmissions automatiques pour être des pace cars. L'emplacement de ces deux RAM SRT-10 est inconnu et présumé mis hors service par la FCA.
- Yellow Fever : 500 produits ont été annoncés, 497 produits au total, peints en peinture extérieure Solar Yellow et bande noire de style "crocs" sur le dessus du capot, est venu avec un intérieur bicolore avec une lunette centrale jaune, lances de porte jaunes, surpiqûres jaunes sur le volant, les sièges et le levier de vitesses de la transmission manuelle de la version avec cabine régulière et broderie jaune sur les tapis de sol SRT-10. Également livré avec des badges spéciaux Yellow Fever Edition et une plaque de tableau de bord Yellow Fever sérialisée. Disponible en tant que modèle de 2005.
- Commemorative Edition : 200 produits ont été annoncés, peinture extérieure Bright White en vedette avec des bandes Electric Blue. Les améliorations intérieures comprenaient des surpiqûres bleues sur les sièges, la lunette de changement de vitesse, le pommeau de levier de vitesses et le volant. Les tapis de sol ont été brodés avec des coutures assorties avec le logo SRT-10. En outre, la Commemorative Edition comprenait des roues polies standard, des plaques de seuil en aluminium brossé et un couvercle de benne rigide. Disponible en tant que modèle de 2005. FCA Records montre un total de 201 peint en White avec rayures Blue.
- Night Runner : 400 produits ont été annoncés, 370 produits au total, peints en peinture extérieure Brilliant Black, livré avec des roues de 559 mm en finition Dark Nickel Pearl, inserts de calandre noirs chromés, badges uniques Night Runner, une console centrale noire et un cache de la console centrale et une plaque de tableau de bord Night Runner sérialisée. Disponible en tant que modèle de 2006.

## Fin de production
Le premier SRT-10 a été produit le 10 novembre 2003. La production du Ram SRT-10 a pris fin après l'année modèle 2006. La production totale du Dodge Ram SRT-10 de 2004 était de 3 057. Pour 2005, la production totale était de 5 113 et la production totale de 2006 était de 1 973. Au cours de la durée de vie de 3 ans de ce pick-up, 10 046 Dodge Ram SRT-10 ont été fabriqués.